# The Dot and the Line
The Dot and the Line: A Romance in Lower Mathematics ist ein US-amerikanischer animierter Kurzfilm von Chuck Jones aus dem Jahr 1965.

## Handlung
Eine männliche Gerade ist unsterblich in einen weiblichen Punkt verliebt. Sie jedoch findet ihn zu steif und langweilig und vergnügt sich lieber mit einem Schnörkelgekritzel, das anarchistisch lebt und gar keine Form anzunehmen gewillt ist. Die Gerade beginnt, an sich zu arbeiten, um den Punkt für sich zu gewinnen. Die Gerade formt in sich kleine Winkel, Ecken und Kanten, schließlich einfache geometrische Figuren und bald schon komplexe mehrdimensionale Formen und Kurven.
Er präsentiert sein neues Ich dem Punkt und nimmt für sie die vielfältigsten Formen an. Sie ist begeistert, zumal das Schnörkelgekritzel gar keine echte Form annehmen kann und vollkommen regellos lebt. Und so leben Punkt und Gerade seither glücklich zusammen.

## Produktion
The Dot and the Line kam am 31. Dezember 1965 in die Kinos. Der Film beruht auf dem gleichnamigen Buch von Norton Juster, der auch das Drehbuch für den Film verfasste. Die Geschichte wird von Robert Morley erzählt.

## Auszeichnungen
The Dot and the Line gewann 1966 den Oscar in der Kategorie „Bester animierter Kurzfilm“. Es war der letzte MGM-Animationskurzfilm, der mit einem Oscar ausgezeichnet wurde.
Auf dem Cannes Film Festival lief der Film im Wettbewerb für die Goldene Palme als bester Kurzfilm, konnte sich jedoch nicht gegen Skaterdater durchsetzen.